# George Simion

Simion em 2025

George-Nicolae Simion (Focșani, 21 de setembro de 1986) é um político e ativista cívico romeno. É o fundador e presidente da Aliança para a União dos Romenos (AUR), o segundo maior partido em ambas as câmaras do parlamento desde 2004. Atualmente, é candidato nas eleições presidenciais romenas de 2025.

## Biografia
Simion estudou no Colégio Nacional Gheorghe Lazăr, na Universidade de Bucareste e na Universidade Alexandru Ioan Cuza, tendo-se licenciado nesta última com um mestrado em História. Após a conclusão dos seus estudos, começou a fazer campanha pela unificação da Moldávia e da Roménia, e desde então criou e organizou associações e eventos notáveis para este fim, como a Acção 2012, a Marcha do Centenário, tendo também participado em vários protestos de apoio aos direitos dos moldávios. Como resultado, foi proibido de entrar na Moldávia em diversas ocasiões no passado e está atualmente impedido de entrar no país como persona non grata.
Em 2019, Simion concorreu como candidato independente nas eleições para o Parlamento Europeu na Roménia, nas quais obteve 117.141 votos. Depois disso, fundou o partido AUR em dezembro de 2019, com ele próprio como presidente. A AUR atraiu a atenção nacional e internacional após ter obtido 9% dos votos nas eleições parlamentares de 2020, seguida de 18% em 2024.

### Início da vida e educação
George-Nicolae Simion nasceu a 21 de setembro de 1986 em Focșani, capital do condado de Vrancea, República Socialista da Roménia, filho de pais economistas; o seu pai trabalhava para o Banco Romeno de Desenvolvimento. Em 1995, aos nove anos de idade, Simion assistiu à inauguração do primeiro restaurante McDonald's da Roménia, um evento que mais tarde refletiu como formativo para as suas perceções da influência do capitalismo ocidental na sociedade romena pós-comunista.
Concluiu o ensino secundário no Gheorghe Lazăr National College em Bucareste, tendo-se licenciado em 2005. Simion matriculou-se então na Faculdade de Gestão e Negócios da Universidade de Bucareste, onde obteve o seu bacharelato em 2008. Prosseguindo os estudos, frequentou a Universidade Alexandru Ioan Cuza em Iaşi, localizada na região histórica da Moldova, onde obteve o grau de mestre em história em 2010, tendo como tema de investigação "os crimes do comunismo". Durante os seus anos académicos, Simion envolveu-se ativamente em organizações estudantis que promoviam a história e a cultura romenas.

### Activismo civil (2004–2019)
Em 2004, Simion exibiu uma faixa com as palavras "Os heróis nunca morrem" em Timișoara durante a 15ª comemoração da Revolução Romena, que, no âmbito das revoluções de 1989, pôs fim a 42 anos de regime comunista na Roménia sob Nicolae Ceaușescu. Em 2006, organizou um protesto em Bucareste a favor dos estudantes moldavos da Escola Secundária Romeno-Francesa Gheorghe Asachi de Chișinău. Durante a sua juventude, ele e outros jovens fizeram grafito com a frase "Bessarábia é Roménia" nos principais cruzamentos de trânsito. Descrito por Adevărul em 2025 como o seu primeiro protesto notável, a 14 de outubro de 2008, Simion foi convidado para o Parlamento romeno pelo senador da UDMR, Péter Eckstein-Kovács. Durante esta visita, atacou verbalmente o senador Șerban Nicolae, dizendo-lhe:

"És um comunista e um neocomunista. És o defensor de Iliescu e da Securitate [...] O meu tio morreu na Revolução, mas o teu tio é Iliescu, e tu és o lacaio de Iliescu"— Simion para Șerban Nicolae, 14 de Outubro de 2008
Simion ganhou reconhecimento público pela primeira vez em 2009, quando a 3 de março desse ano, dia do aniversário do ex-presidente Ion Iliescu (1990–1996, 2000–2004), acendeu velas em frente à casa de Iliescu para as vítimas da Revolução e da Mineriad de junho de 1990, referindo-se a ele como o "criminoso de 1989" e acabando por ser removido pela polícia. Em abril de 2019, Iliescu foi acusado de crimes contra a humanidade por ações durante estes acontecimentos, tendo o julgamento ficado por resolver em 2025. A 17 de abril de 2011, Simion fundou a Ação 2012, uma coligação de ONG e associações cívicas que defendem a unificação da Moldávia e da Roménia. Em 2012, organizou um protesto em Bălți, a segunda maior cidade da Moldávia, sob o lema "Bălți sente-se romeno". Em 2014, Simion organizou um protesto a favor dos bessarabianos romenos depois de terem sido insultados por um produtor de televisão romeno. A Acção 2012 participou nos protestos de 2015–2016 na Moldávia, desencadeados pelo desaparecimento de mil milhões de dólares dos bancos moldavos em 2014. Em maio de 2015, Simion foi declarado indesejável na República da Moldávia, por decisão do Gabinete de Migração e Asilo, e foi expulso do país, sendo classificado pelo Serviço de Informações e Segurança como uma potencial ameaça à estabilidade do país.
Em 2017, Simion criticou o Estado romeno por não preparar eventos suficientes para celebrar o centenário da Grande União, como fizeram outros países, como a Polónia. Por isso, fundou a Aliança para o Centenário e anunciou que muitos eventos tinham sido preparados para 2018, incluindo uma marcha de Alba Iulia, na Roménia, até Chișinău, a capital da Moldávia.
A Marcha do Centenário decorreu de 1 de julho a 1 de setembro de 2018, percorrendo aproximadamente 1.300 km em 11 etapas. Organizada por Simion, a marcha teve como objetivo destacar locais significativos relacionados com a Primeira Guerra Mundial e a Grande União da Roménia. A marcha começou no dia 1 de julho em Alba Iulia, em frente à Catedral da Coroação, onde Fernando I foi proclamado rei. Concluiu a 1 de setembro em Chișinău, Moldávia. Um dos seus principais objectivos era promover a unificação da Moldávia com a Roménia, com os participantes a esforçarem-se por reunir um milhão de assinaturas para um referendo sobre a questão.
Inicialmente, as autoridades moldavas impediram os participantes de atravessar a fronteira, mas mais tarde foi-lhes concedida a entrada. A marcha culminou numa grande concentração em Chișinău, onde milhares de pessoas deram as boas-vindas aos participantes na Praça da Grande Assembleia Nacional para um protesto final. No entanto, Simion não pôde comparecer na fase final na Moldávia, uma vez que foi proibido de entrar no país a 28 de agosto.

### Proibições de entrada
O activismo de Simion causou indignação por parte das autoridades moldavas, levando a múltiplas expulsões e proibições de entrada[1]. A sua primeira expulsão ocorreu em Março de 2009, durante um protesto que assinalava o 91º aniversário da união da Bessarábia com a Roménia. Simion e o colega organizador Eugen Rusu foram detidos por "violação da ordem pública"; Simion foi multado e libertado, enquanto Rusu recebeu detenção administrativa. O incidente foi seguido por uma restrição mais ampla à entrada de cidadãos romenos na Moldávia, levando o Ministério dos Negócios Estrangeiros da Roménia a solicitar explicações.
Simion foi proibido de entrar na Moldávia durante quatro dias em dezembro de 2014, mas a proibição foi levantada em poucas horas, permitindo-lhe entrar pela fronteira de Sculeni. Um terceiro incidente ocorreu a 14 de maio de 2015, quando foi declarado persona non grata e impedido de exercer as suas funções durante cinco anos por "colocar em risco a segurança nacional". Esta decisão foi anulada em setembro do mesmo ano, após pressão diplomática da embaixada romena em Chișinău. Foi novamente banido brevemente em fevereiro de 2016, embora a medida tenha sido anulada no dia seguinte.
A 28 de agosto de 2018, durante a Marcha do Centenário — um evento que organizou para comemorar o 100.º aniversário da união da Roménia com a Bessarábia — Simion foi banido por 30 dias por alegadamente exibir "comportamento agressivo e inapropriado" na fronteira entre a Moldávia e a Roménia. Foi emitida uma proibição final de cinco anos a 1 de outubro de 2018, durante a qual Simion alegou que foi detido e agredido, partilhando fotografias dos seus ferimentos e o documento de proibição online. A polícia moldava negou as acusações, afirmando que o procedimento tinha sido pacífico. Em 2020, a proibição de cinco anos manteve-se em vigor.

### Eleições para o Parlamento Europeu 2019

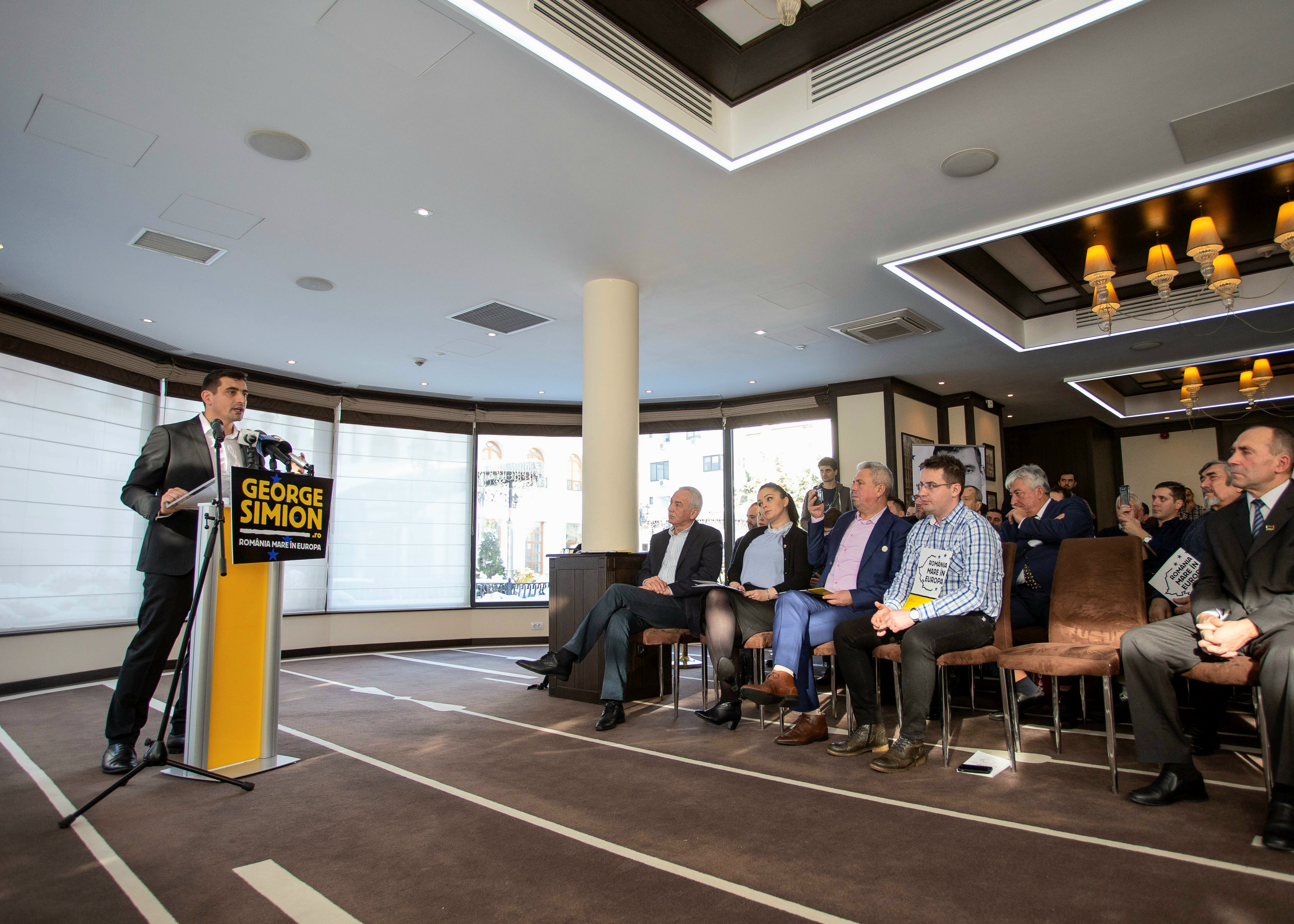
Simion a anunciar a sua candidatura às eleições do Parlamento Europeu, 12 de janeiro de 2019

Simion iniciou a sua carreira política a 12 de janeiro de 2019, anunciando a sua candidatura independente às eleições de 2019 para o Parlamento Europeu na Roménia. Em Como os conheci, publicado no mesmo mês, refletiu sobre a sua decisão de entrar na política, citando a resposta do governo ao incêndio da discoteca Colectiv em 2015 como um momento particularmente crucial.

"Eu já não podia contribuir para o movimento cívico, porque já tinha feito tudo o que era humanamente possível — e para além dos limites humanos — para ter sucesso. Após 12 anos de ativismo, estava cansado de ver esforços inacabados ou até mesmo bloqueados pelos decisores. Eu não conseguia mesmo continuar; a minha paciência acabou"
Sobre a sua escolha de se candidatar como independente, Simion manifestou cepticismo em relação aos partidos políticos estabelecidos, concluindo que a eleição para o Parlamento Europeu era a única eleição em que um independente provavelmente ganharia um lugar devido ao a cláusula de barreira. Tendo já sido um activista pela unificação da Moldávia e da Roménia, Simion tinha como principal objectivo tornar este projecto europeu. O slogan da sua campanha foi România Mare în Europa ("Grande Roménia na Europa", referindo-se às fronteiras do Reino da Roménia no período entreguerras, alcançadas em 1918 após a Grande União.
Além disso, promoveu uma mensagem "anti-partido", argumentando que só um candidato independente, e não os diferentes interesses partidários, poderia realmente representar os interesses dos romenos. Simion declarou que iria lutar pelos direitos das minorias romenas, como as da Sérvia ou da Ucrânia, bem como pela protecção dos direitos dos membros da diáspora romena que trabalham na União Europeia (UE). Expressou também a sua intenção de travar a desflorestação ilegal no país e iniciar a construção de vias expressas que liguem melhor a Roménia e a Moldávia.
Simion prometeu ainda levar pelo menos uma criança de cada localidade romena à cidade de Bruxelas para lhes ensinar sobre o funcionamento da UE e doar três quartos do seu salário como eurodeputado para projectos na Roménia ou na Moldávia. Além de Simion, havia outros dois candidatos independentes na eleição, Gregoriana Tudoran e Peter Costea. Nas eleições de 26 de maio, Simion obteve 117.141 votos, o equivalente a 1,3% dos votos na eleição, não conseguindo obter um lugar no Parlamento Europeu.

### Fundação da AUR
A 19 de setembro de 2019, a Aliança para a União dos Romenos (AUR) foi formalmente estabelecida, tendo Simion servido inicialmente como um dos dois copresidentes, ao lado de Claudiu Târziu. Mais tarde, nesse ano, a 1 de dezembro — Dia da Grande União, feriado nacional da Roménia — Simion anunciou que a AUR iria disputar as eleições locais e parlamentares de 2020. Nas eleições locais de setembro, o partido conquistou lugares para presidente da câmara em três cidades: Amara, Pufești e Valea Lungă. O perfil nacional de Simion aumentou acentuadamente após as eleições parlamentares de Dezembro, onde o AUR garantiu 9% dos votos, tornando-se o quarto maior partido no Parlamento, apesar de ter menos de um ano de existência na altura. A rápida ascensão do partido foi amplamente atribuída ao uso intensivo de plataformas de redes sociais, o que ajudou a angariar apoio entre vários grupos demográficos. A AUR obteve também um forte apoio da diáspora romena, particularmente das comunidades de Itália, Chipre, França e Espanha. Após a eleição, Simion foi alvo de escrutínio por ter permitido que dois ex-oficiais militares, Francisc Tobă e Nicolae Roman, se candidatassem e fossem eleitos para a AUR, apesar de alegadamente terem participado na repressão da Revolução Romena de 1989.
A 27 de março de 2022, realizou-se o primeiro congresso da AUR no Palácio do Parlamento. Simion candidatou-se para ser eleito presidente do partido, tendo como único adversário o então deputado da AUR no Condado de Constança, Dănuț Aelenei. Aelenei afirmou que só se candidatou para mostrar que o AUR era um partido democrático e que não queria "expulsar" Simion do partido, admitindo que era menos conhecido do que ele. Simion obteve 784 votos enquanto Aelenei recebeu 38, resultando em que Simion se tornou o único presidente do partido, tendo anteriormente partilhado esta posição com Târziu. Nas eleições de junho de 2024 para o Parlamento Europeu na Roménia, a AUR disputou a eleição como parte da Aliança AUR, uma coligação eleitoral estratégica formada por vários partidos mais pequenos. A aliança garantiu 15% dos votos, o que se traduz em seis lugares, entre os eleitos estava Cristian Terheș.
Na eleição parlamentar de 2024, a 1 de dezembro, para o Senado e a Câmara dos Representantes, entre a primeira e a possível segunda volta da eleição presidencial, Simion foi reeleito deputado pelo seu lugar em Buchrest, enquanto o seu partido se tornou o segundo maior em ambas as câmaras, com a atual Coligação Nacional pela Roménia a perder a sua maioria. A 23 de dezembro, foi formado um novo governo com a AUR na oposição.

### Eleições presidenciais de 2024 e 2025

Simion em Roma com a primeira-ministra italiana Giorgia Meloni, 14 de dezembro de 2024

Simion concorreu às eleições presidenciais romenas de 2024, terminando em quarto lugar na primeira volta a 24 de novembro, com 13,9%, atrás de Georgescu, da candidata da USR Elena Lasconi e do primeiro-ministro social-democrata Marcel Ciolacu.
A candidata independente Călin Georgescu obteve uma liderança surpreendente com 22,9% dos votos contra a candidata da USR, Elena Lasconi, com Simion a anunciar o seu apoio a Georgescu para a segunda volta, agendada para 8 de dezembro. No entanto, dois dias antes, o Tribunal Constitucional Romeno anulou os resultados eleitorais devido a acusações de interferência russa, levando a uma repetição agendada para 4 e 18 de maio de 2025. A 14 de janeiro de 2025, foi eleito vice-presidente do Reformistas e Conservadores Europeus.
Para as eleições de 2025, Simion foi um dos principais apoiantes de Georgescu, juntamente com a líder do POT e ex-deputada da AUR, Anamaria Gavrilă, afirmando que não se candidataria se Georgescu fosse autorizado pelo Tribunal Constitucional. Simion já tinha apoiado Georgescu para primeiro-ministro nas eleições parlamentares de 2020. A 1 de março, Simion organizou um protesto com dezenas de milhares de participantes na Praça da Universidade de Bucareste, declarando que os seus objetivos eram "restaurar a democracia e eleições livres" e exigir a demissão do primeiro-ministro Ciolacu. Duvidou também da integridade dos próximos processos eleitorais.
A 7 de março de 2025, Georgescu apresentou a sua candidatura para a eleição, tendo o Bureau Eleitoral Central (CEB) rejeitado-a dois dias depois. Após recurso, a decisão final de barrar Georgescu da eleição foi tomada a 11 de março. Na altura da sua desqualificação, Georgescu liderava as sondagens de opinião.

Simion num protesto em Bucareste, 26 março de 2025

Pouco depois do vídeo de Simion no qual declarou que "Aqueles que cometeram o golpe devem ser esfolados na praça pública", uma multidão de apoiantes de Georgescu reuniu-se em frente à sede do CEB em Bucareste em seu apoio, incluindo alguns apoiantes do AUR. Alguns indivíduos presentes no local tornaram-se violentos após a notícia da rejeição da sua candidatura. Atiraram pedras à polícia, ferindo 13 deles, e cometeram incêndio criminoso. Tendo anunciado fazê-lo dois dias antes, Simion chegou ao CEB a 14 de março acompanhado pelo ex-primeiro-ministro polaco Mateusz Morawiecki para registar a sua candidatura à presidência após recolher 604.000 assinaturas, acima do requisito mínimo de 200.000. O CEB aprovou a sua candidatura no dia seguinte, que era também o prazo final para os candidatos se registarem, com Simion a afirmar "Aprovámos o BEC, agora vamos ver se aprovámos o CCR e regressámos à democracia". O CCR validou a sua candidatura um dia depois, bem como as de Nicușor Dan e Victor Ponta. A confirmação final de que Simion teria permissão para se candidatar foi dada a 19 de março, uma vez que o CCR rejeitou todos os recursos contra a sua candidatura, bem como os contra Gavrilă. Ao mesmo tempo, Gavrilă retirou a sua candidatura, apoiando Simion. Uma lista final de todos os 11 candidatos foi divulgada no dia seguinte. A 22 de março, um sorteio aleatório colocou Simion no topo da lista de candidatos na votação.

### Israel

Simão e a sua esposa Ilinca a acender uma vela na Igreja do Santo Sepulcro, em Jerusalém

Em agosto de 2023, Simion encontrou-se com o embaixador israelita na Roménia, Reuven Azar, e com o político israelita do Likud, Yossi Dagan, chefe do Conselho Regional de Shomron. Na reunião, Simion reconheceu e lamentou o papel da Roménia no Holocausto durante a Segunda Guerra Mundial, prometendo combater o antissemitismo e apoiou a expansão dos israelitas na Cisjordânia, enfatizando o "direito histórico do povo judeu de construir e viver em comunidades e cidades na Judeia e Samaria, o berço da história do povo judeu desde os dias da Bíblia".

### Rússia e Ucrânia
Numa entrevista de Dezembro de 2020 à Europa Liberă România, durante a chancelaria de Angela Merkel, Simion alertou para as influências externas na Roménia, particularmente da Rússia, descrevendo a "amizade" entre a Rússia e a Alemanha como um perigo para a Roménia. Após a invasão russa da Ucrânia, Simion chamou o presidente russo, Vladimir Putin, de criminoso de guerra e disse que as sanções internacionais contra a Rússia "não eram suficientes". A 22 de novembro de 2024, após a eleição de Donald Trump como presidente dos EUA, Simion manifestou oposição à ajuda militar adicional à Ucrânia, alinhando com as posições de Trump e defendendo a defesa de um fim negociado para a Guerra Russo-Ucraniana, que se tinha intensificado após a invasão russa em grande escala da Ucrânia em fevereiro de 2022. Em março de 2025, Simion elaborou para o Financial Times:
"A Rússia de Vladimir Putin foi e é uma das maiores ameaças para os Estados europeus, especialmente para nós, para os Estados Bálticos e para a Polónia". Precisamos de unidade, mas não apenas na Europa: também entre a Europa e os Estados Unidos, precisamos da mesma abordagem"— George Simion, 17 de março de 2025
A 18 de novembro de 2024, o Serviço de Segurança da Ucrânia impôs uma proibição de entrada de três anos a Simion por "atividades anti-ucranianas sistemáticas". Simion refutou estas alegações, afirmando que a sua proibição se devia às suas "actividades pró-romenas" e à defesa dos direitos da minoria romena na Ucrânia.

### Unificação da Roménia e da Moldávia

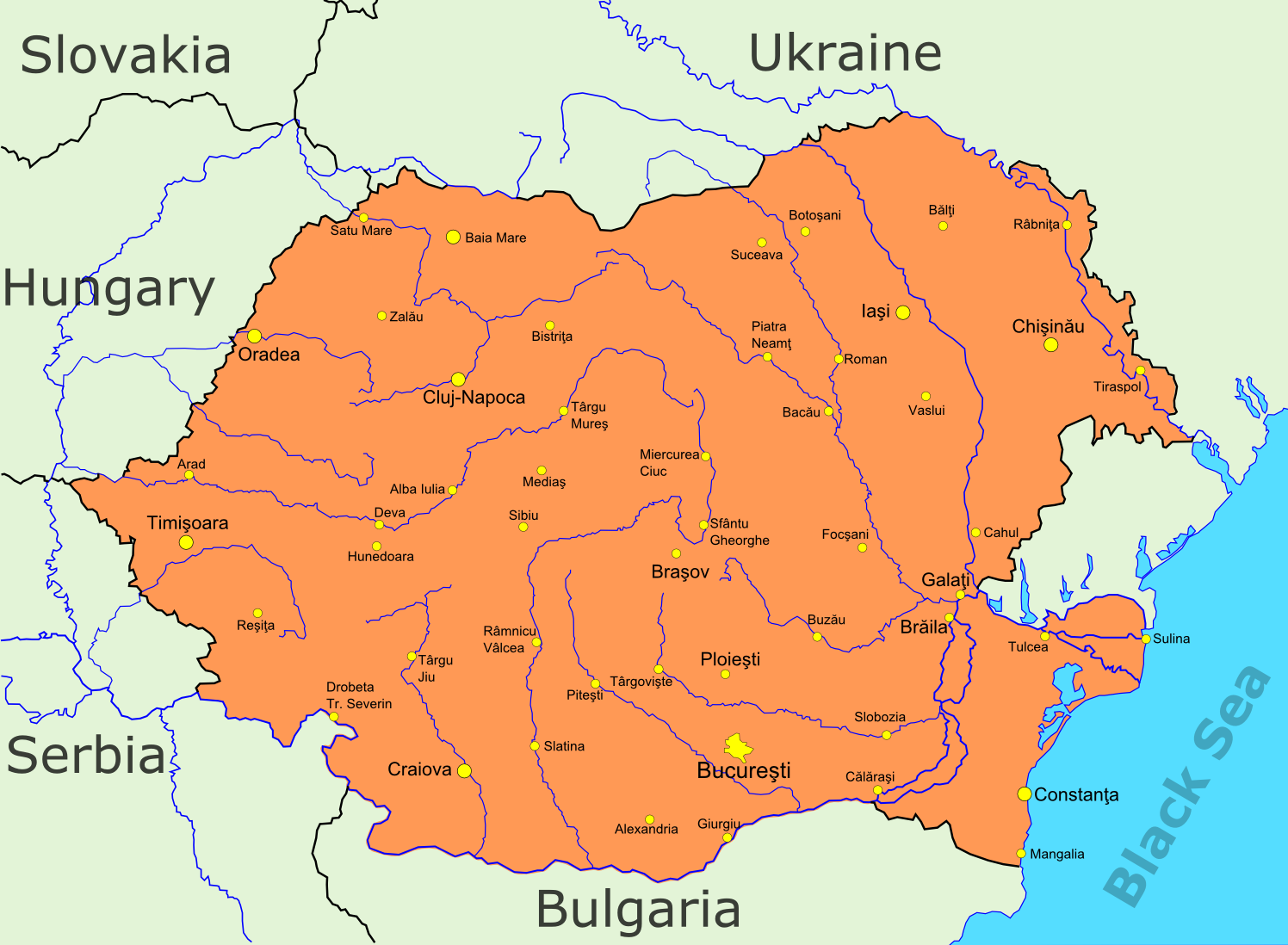
Mapa de uma união hipotética entre a Moldávia e a Roménia

De acordo com o site do partido, o objetivo final do AUR é alcançar a unificação de todos os romenos "onde quer que estejam, em Bucareste, Iaşi, Timişoara, Cernăuţi, Timoc, Itália ou Espanha". Possui quatro pilares autodescritos: família, nação, fé cristã e liberdade. A AUR apoia a unificação da Moldávia e da Roménia e foi acusada de ser ultranacionalista, de extrema-direita, de se opor ao casamento entre pessoas do mesmo sexo, de ser anti-máscara, anti-vacinas e de ser magiarofóbica. Em Março de 2025, Simion reconheceu que a reunificação entre a Roménia e a Moldávia era o objectivo de longa data do seu partido, embora só fosse alcançada através de acordos internacionais e se ambas as populações votassem a favor de tal medida em referendos.
A Moldávia tornou-se parte do Estado moderno da Roménia em 1918, mas foi tomada pela União Soviética em 1940. No seu livro Blocați în labirint, de 2017, Simion descreve a reunificação da Roménia e da Moldávia como um "imperativo histórico", caracterizando a divisão entre elas como servindo interesses geopolíticos externos em vez de interesses nacionais romenos". Comentando as declarações de unificação de 2018, Simion ion disse estar satisfeito com a escala que as declarações de unificação alcançaram e com o entusiasmo geral de muitos autarcas moldavos, que "continuam a mostrar orgulho em fazer parte da nação romena".

### Polónia

Simion com Karol Nawrocki e Mateusz Morawiecki, Bruxelas, 20 de março de 2025

A 20 de janeiro de 2021, Simion reuniu-se com Janusz Kowalski, Secretário de Estado do Ministério dos Ativos Estatais da Polónia, e com Radosław Fogiel, conselheiro do líder do partido Lei e Justiça, Jarosław Kaczyński, em Varsóvia. Falaram sobre a situação das empresas estatais estratégicas e sobre um projeto de lei contra a censura na Internet. Simion presenteou Fogiel com um mapa da Grande Roménia. A 21 de janeiro, o copresidente da AUR reuniu-se em Bruxelas com eurodeputados conservadores, onde conversaram sobre o pacote europeu de mobilidade, o Acordo Verde Europeu, a implementação de um "passaporte vacinal" e a censura das GAFAM. Após as reuniões, a 22 de janeiro, Simion anunciou que a AUR se iria filiar na "família política europeia de conservadores e reformistas".

### Estados Unidos
Simion participou na segunda investidura de Donald Trump, a 20 de janeiro de 2025, em Washington, D.C. Em fevereiro desse ano, Simion participou na Conservative Political Action Conference (CPAC) em Maryland, envolvendo-se com figuras conservadoras internacionais como Steve Bannon, Richard Grenell, Eduardo Bolsonaro e Nigel Farage.

### Vida pessoal
Em 2025, Simion vivia num apartamento estúdio de 52 metros quadrados em Bucareste, tendo alegadamente doado 90% do seu salário de emprego parlamentar a causas cívicas relacionadas com a Roménia ou com os romenos. A 27 de agosto de 2022, casou com Ilinca Munteanu, de 24 anos, numa cerimónia ortodoxa pública em Bucareste. A 24 de abril de 2024, Ilinca deu à luz o primeiro filho do casal, um rapaz chamado Radu, que foi batizado em Gura Humorului a 5 de julho, com uma festa privada com cerca de 1.000 convidados no dia seguinte. Na sua divulgação financeira para as eleições presidenciais de 2025, Simion foi classificado entre os candidatos com menos património pessoal.

## Livros publicados
É autor de dois livros. O seu primeiro livro, Blocați în labirint ("Preso no Labirinto"), examina a evolução da República da Moldávia desde a sua independência por volta de 1991, durante o colapso da União Soviética, até 2017.
Em 2019, publicou o seu segundo livro, Cum i-am cunoscut ("Como os conheci"), que relata os seus encontros com importantes políticos romenos — como os presidentes Ion Iliescu, Traian Băsescu e Klaus Johannis — e analisa o panorama político, económico e social na Roménia nos últimos 30 anos.